# Glossotrophia albomarginata
Glossotrophia albomarginata là một loài bướm đêm trong họ Geometridae.